# Retribution (album Ektomorf)
Retribution – dziewiąty album studyjny węgierskiej grupy muzycznej Ektomorf.

## Lista utworów
1. You Can't Control Me - 2:16
2. Ten Plagues - 3:20
3. Face Your Fear - 2:23
4. Escape - 3:24
5. Who The Fuck Are You - 2:32
6. Numb And Sick - 2:42
7. Lost And Destroyed - 4:09
8. Souls Of Fire - 4:26
9. I Hate You - 2:08
10. Watch Me - 3:23
11. Mass Ignorance - 2:42
12. Save Me - 2:50
13. Whisper - 5:56
14. Collapsed Bridge - 3:07

## Twórcy
- Zoltán Farkas - śpiew, gitara
- Murvai Szabolcs - gitara basowa
- Tamas Schrottner - gitara
- Robert Jaska - perkusja